# Pascual Carcavallo
Pascual Carcavallo (Rossano, Calabria, 4 de mayo de 1880  (Información suministrada por Judith Corsino 
Carcavallo)- Buenos Aires, 26 de julio de 1948) fue un importante empresario teatral argentino nacido en Italia, fundador del Teatro Presidente Alvear.

## Biografía
Pascual Carcavallo nació el 4 de mayo de 1880 en Rossano, Calabria, Italia. A los cuatro años llegó a la ciudad de Buenos Aires con su familia, y tan pronto alcanzó la edad necesaria se hizo ciudadano argentino.
En 1908 comenzó su actividad teatral junto a Gerónimo Podestá, primero en gira y luego en el teatro El Nacional. Durante los veintiséis años que estuvo en el teatro, bajo su dirección, organizó varias obras de consagrados valores literarios, reconocidas nacional e internacionalmente, y fue uno de los pilares que contribuyó a afianzar definitivamente el teatro argentino. En su escenario se estrenaron desde el más famoso de los sainetes, El conventillo de la Paloma, de Alberto Vaccarezza, cuya primera obra representada fue Los Scruchantes, estrenada en 1911, y varias de las primeras comedias musicales argentinas, como La muchachada del centro, de Francisco Canaro e Ivo Pelay, como así también obras que después fueron adaptadas a óperas y se representaron en el máximo teatro lírico, el Colón. Entre ellas se cuentan El matrero, de Yamandú Rodríguez, y La sangre de las guitarras, de Vicente G. Retta.
En 1933 dejó el Teatro Nacional y se dedicó exclusivamente a concretar su mayor aspiración, construir un nuevo teatro para la ciudad de Buenos Aires. Ello se concretó con la inauguración del Teatro Presidente Alvear, la noche del 22 de abril de 1942.
Lo que sigue es un fragmento de las palabras de Pascual Carcavallo el día inaugural del Teatro Alvear: 

«Con el Teatro Presidente Alvear, entrego a la ciudad de Buenos Aires una sala de espectáculos que constituye un timbre de legítimo orgullo para la capital de la República. Pero no solo se dota a la ciudad de un edificio magnífico y de un teatro señorial. Voy a dedicarle mi espíritu de animador infatigable y mi devoción fervorosa por el arte teatral argentino. Veintiséis años de labor incesante en el viejo Teatro Nacional abonan mi actuación vinculada a los más resonantes sucesos de la vida escénica autóctona.»

Pascual Carcavallo falleció el 26 de julio de 1948, a los 68 años, en la provincia de Buenos Aires.